# بيت كارتر
بيت كارتر أحد البيوت المصرية الآثريه يقع في الأقصر الواقعة في محافظة الأقصر ينسب البيت إلي علم المصريات هوارد كارتر، الذي أكتشف مقبرة توت عنخ آمون تم أستخدامه كاستراحة أتناء إقامته بالأقصر، ويرجع تاريخ  تاسيسه إلى عام 1910م أي قبل 12 عاماً من اكتشاف المقبرة.

## البناء
يقع البيت بمدخل وادي الملوك بالقرنة التي تبعد حوالي 20 كيلومتر عن الأقصر.يقع على ربوة مرتفعة.

## تفاصيل المبني
المبني مغطى بسقف خشبي، ويتكون البيت من خمس غرف وممر ومعمل، يوجد صور بداخل المبني إلي اللورد كارنارفون ممول الكشف عن مقبرة توت عنخ آمون،ومجموعة من صور هوارد كارتر ،صور لعمال الحفر والأهالي أثناء حفر المقبرة. سيتم إعداده وفق معمار رائد العمارة إسلامية حسن فتحي، بحيث يسمح بالتهوية الطبيعية داخل المتحف.